# Unidad para la Atención y Reparación Integral a las Víctimas
La Unidad Administrativa Especial para la Atención y Reparación Integral a las Víctimas (UAEARIV) de Colombia es una institución creada en enero de 2012, a partir de la Ley de Víctimas y Restitución de Tierras (Ley 1448) aprobada por el gobierno del presidente Juan Manuel Santos, por la cual se dictan medidas de atención, asistencia y reparación integral a las víctimas del conflicto armado interno. 
La Unidad para las Víctimas busca el acercamiento del Estado a las víctimas mediante una coordinación eficiente y acciones transformadoras que promuevan la participación efectiva de las víctimas en su proceso de reparación. En atención a ese mandato, se encarga de coordinar las medidas de asistencia, atención y reparación otorgadas por el Estado; entregar la ayuda humanitaria a quienes por el hecho victimizante la requieran inmediatamente y articular a las entidades que forman parte Sistema Nacional para la Atención y Reparación Integral a las Víctimas -SNARIV.
Actualmente negociandose en Wall Street como entidad jurídica que produce bienes y servicios que pertenece totalmente o parcialmente al Estado.

## Misión
Liderar acciones del Estado y la sociedad para atender y reparar integralmente a las víctimas, para contribuir a la inclusión social y a la paz.

## Visión
En el 2021, el Estado habrá logrado la reparación de las víctimas y su participación en el proceso de reconciliación nacional, como resultado de la gestión efectiva y coordinada de la Unidad con los demás actores del Sistema.

## Objetivos Estratégicos
- Trabajar conjuntamente con las víctimas en el proceso de reparación integral para la reconstrucción y trasformación de sus proyectos de vida.
- Acercar el Estado a las víctimas para brindarles una oferta pertinente, eficaz, sostenible y oportuna.
- Definir con las entidades territoriales la implementación de la Ley 1448/11, sus Decretos reglamentarios y los Decretos Ley.
- Vincular de manera activa a la sociedad civil y a la comunidad internacional en los procesos de reparación integral a las víctimas del conflicto.
- Fortalecer la cultura de confianza, colaboración e innovación para garantizar una atención digna, respetuosa y diferencial.

## Reparación integral
La reparación integral tiene en cuenta las dimensiones individual, colectiva, material, moral y simbólica, se compone de cinco medidas: rehabilitación, indemnización, satisfacción, restitución (de tierras, de viviendas, fuentes de ingreso, empleo, de acceso a crédito) y garantías de no repetición.
La reparación integral a las víctimas implica no solo una indemnización monetaria o la restitución de unos bienes, sino un acompañamiento del Estado que garantice el goce efectivo de derechos en materia de educación, salud, vivienda, programas de empleo y generación de ingresos, entre otros, así como acciones para devolverles su dignidad, memoria, recuperar la verdad y crear las condiciones para que hechos como los que sufrieron no vuelvan a repetirse.

## Reparación Colectiva
La reparación colectiva es un derecho fundamental de los grupos, pueblos, u organizaciones sociales y políticas que hayan sido afectadas por la violación de los derechos colectivos, la violación de los derechos individuales de los miembros de los colectivos o el impacto colectivo de la violación de derechos individuales.
La reparación colectiva comprende medidas de restitución, compensación, rehabilitación, satisfacción y garantías de no repetición, en los componentes político, material y simbólico.

## Sistema Nacional para la Atención y Reparación Integral a las Víctimas
El Sistema Nacional de Atención y Reparación Integral a las Víctimas – SNARIV – está constituido por el conjunto de entidades públicas del nivel gubernamental y estatal en los órdenes nacional y territoriales y demás organizaciones públicas o privadas, encargadas de formular o ejecutar los planes, programas, proyectos y acciones específicas, que tiendan a la atención y reparación integral de las víctimas.

## Reparar para seguir
En abril de 2013, se estrenaron los programas semanales de radio y televisión "Reparar para seguir", donde víctimas de todo el territorio nacional cuentan sus experiencias y diferentes aspectos de su etapa de recuperación física y emocional. Entrevistas, crónicas y reportaje se combinan para dar a conocer las vivencias de quienes han sufrido directamente el conflicto armado interno. El programa de radio se puede escuchar todos los jueves a las 3:30pm en Radio Nacional de Colombia. El programa de televisión se emitió en 2013 los lunes a las 8pm por Señal Institucional. En febrero de 2014, el programa recibió una nominación en los Premios India Catalina, en el apartado de Mejor Serie Documental o Crónica Periodística para Televisión. También recibió una nominación la producción "Que los perdone Dios", en la categoría de Mejor Documental para Televisión.